# Petra Pelz
Petra Pelz (* 1961) ist eine deutsche Landschaftsarchitektin und Pflanzenverwenderin.

## Leben und Stil
Pelz erlebte ihre Jugend in der DDR. Nach ihrem Abschluss als Landschaftsgärtnerin an der Fachhochschule Erfurt im Jahr 1982 sammelte Pelz vier Jahre lang Erfahrungen als Bauleiterin, ehe sie in das Gartenamt Magdeburg wechselte. Im Jahr 1993 gründete sie ihr eigenes Büro in Biederitz bei Magdeburg, zunächst mit Schwerpunkt auf Objektplanung mit Spezialisierung auf Staudenverwendung.
Im selben Jahr stieß sie auf das Buch „Die neuen romantischen Gärten“ von Wolfgang Oehme und James van Sweden, deren Herangehensweise, insbesondere die minimalistische Verwendung weniger Staudenarten in großflächigen Pflanzungen sie nachhaltig begeisterte. Die darauf folgende Kontaktaufnahme führte zu einer langjährigen Freundschaft und einer kreativen Zusammenarbeit bis zum Tod von Wolfgang Oehme im Dezember 2011.
Die Kooperation mit Oehme ermöglichte es, gemeinsame Projekte in Deutschland zu realisieren, wobei Oehme die Pflanzpläne aus den USA lieferte und sie die Umsetzung in Deutschland verantwortete.
Pelz entwickelte im Verlauf ihrer Selbstständigkeit einen eigenständigen  gestalterischen Ansatz. Ihr experimenteller Umgang mit Pflanzengesellschaften prägt ihre  Arbeitsweise. Pelz betreibt einen  Blog, Onlinekurse und ihre Pflanzenreich App.

## Auszeichnungen und Mitgliedschaften
Mit ihrer 2005 erhaltenen Auszeichnung, dem Landscape Design Award der nordamerikanischen Perennial Plant Association, wurde Petra Pelz als erste Europäerin für ihre Pflanzengestaltung auf der IGA Rostock gewürdigt. 2021 gewann sie gemeinsam mit dem Landschaftsgestalter Peter Berg die Auszeichnung „Garten des Jahres“ des Callwey Verlags für eines ihrer Projekte in der Nähe von Hannover.
Sie war  Mitglied verschiedener Vereinigungen wie der internationalen Perennials Perspectives Gruppe.

## Auszug aus der Arbeit für öffentliche Projekte
(Quelle: )
- BUGA Magdeburg 1999
- IGA Rostock 2003
- Landesgartenschau Zeitz 2004
- Landesgartenschau Wernigerode 2006
- BUGA Gera – Ronneburg 2007
- LAGA Oranienburg 2009
- Wechselflor der Stadt Weimar 2009
- LAGA Aschersleben 2010
- LAGA Bad Essen 2010
- BUGA Koblenz 2011
- LAGA Ansfelden 2011 (Österreich)
- IGS Hamburg 2013
- LAGA Gießen 2014
- LAGA Schmalkalden 2015
- LAGA Oelsnitz 2015
- BUGA Havelregion 2015
- LAGA Eutin 2016
- LAGA Bayreuth 2016
- IGA Berlin 2017 – Gärten der Welt
- Natur in Pfaffenhofen 2017
- Landesgartenschau Kremsmünster 2017 (Österreich)
- Landesgartenschau Burg 2018
- Landesgartenschau Würzburg 2018
- Bundesgartenschau Heilbronn 2019
- Bundesgartenschau Erfurt 2021
- Landesgartenschau Überlingen 2021
- Landesgartenschau Beelitz 2022
- Landesgartenschau Torgau 2022
- Gartenfestival Schloss Ippenburg – Bad Essen
- Ega Park Erfurt
- „Gärten der Welt“ Berlin Marzahn
- Gartenfestival Stockseehof
- RegioCom Betriebsgelände Magdeburg
- Große Straße Ahrensburg